# Pol-é Djoui
 (octobre 2024).
Si vous disposez d'ouvrages ou d'articles de référence ou si vous connaissez des sites web de qualité traitant du thème abordé ici, merci de compléter l'article en donnant les références utiles à sa vérifiabilité et en les liant à la section « Notes et références ».
Le Pol-é Djoui (en persan : پل جویی), également appelé le Pol-é Tchoubi (en persan : پل چوبی), est l'un des plus vieux ponts d'Ispahan, en Iran.

## Description
Le pont a été construit en 1665 sous la dynastie des Séfévides. Il est situé entre les ponts Khadjou et Ferdowsi. Long de 147 mètres et large de 4, il comprend vingt-et-une arches.
Le pont a été érigé sous le règne du Chah Abbas II afin d'irriguer et relier les deux rives des jardins royaux situés de part et d'autre de la rivière Zayandeh Roud. Le pont et les deux salons qu'il contient étaient à l'usage exclusif du chah et de sa cour. Les salons servent aujourd'hui de salons de thé.

## Sources
- (en) Cet article est partiellement ou en totalité issu de l’article de Wikipédia en anglais intitulé « Joui Bridge » (voir la liste des auteurs).

## Liens
- (en) Photo panoramique du pont

- Ressource relative à l'architecture :   - Structurae